# Comté de San Juan (Colorado)
Pour les articles homonymes, voir Comté de San Juan.
Le comté de San Juan (en anglais : San Juan County) est un comté des États-Unis, situé dans l'État du Colorado. Son chef-lieu est Silverton.
Le comté doit notamment son nom aux monts San Juan.

## Démographie
| 1880  | 1890  | 1900  | 1910  | 1920  | 1930  |
| ----- | ----- | ----- | ----- | ----- | ----- |
| 1 087 | 1 572 | 2 342 | 3 063 | 1 700 | 1 935 |

| 1940  | 1950  | 1960 | 1970 | 1980 | 1990 |
| ----- | ----- | ---- | ---- | ---- | ---- |
| 1 439 | 1 471 | 849  | 831  | 833  | 745  |

| 2000 | 2010 | - | - | - | - |
| ---- | ---- | - | - | - | - |
| 558  | 699  | - | - | - | - |